# Interstate 278

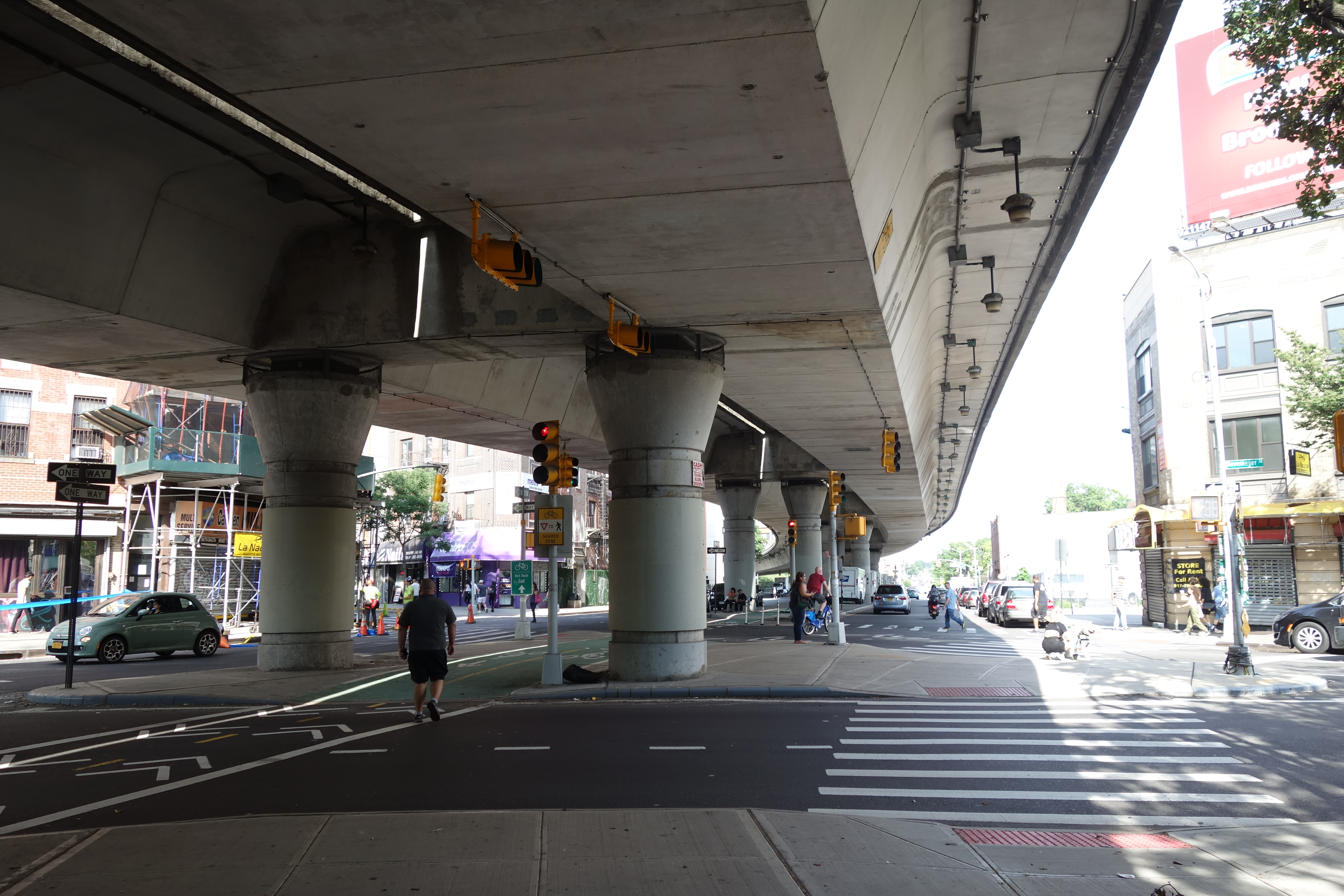
De I-278 lokaal gekend als de Brooklyn-Queens Expressway op een viaduct dwars door Brooklyn

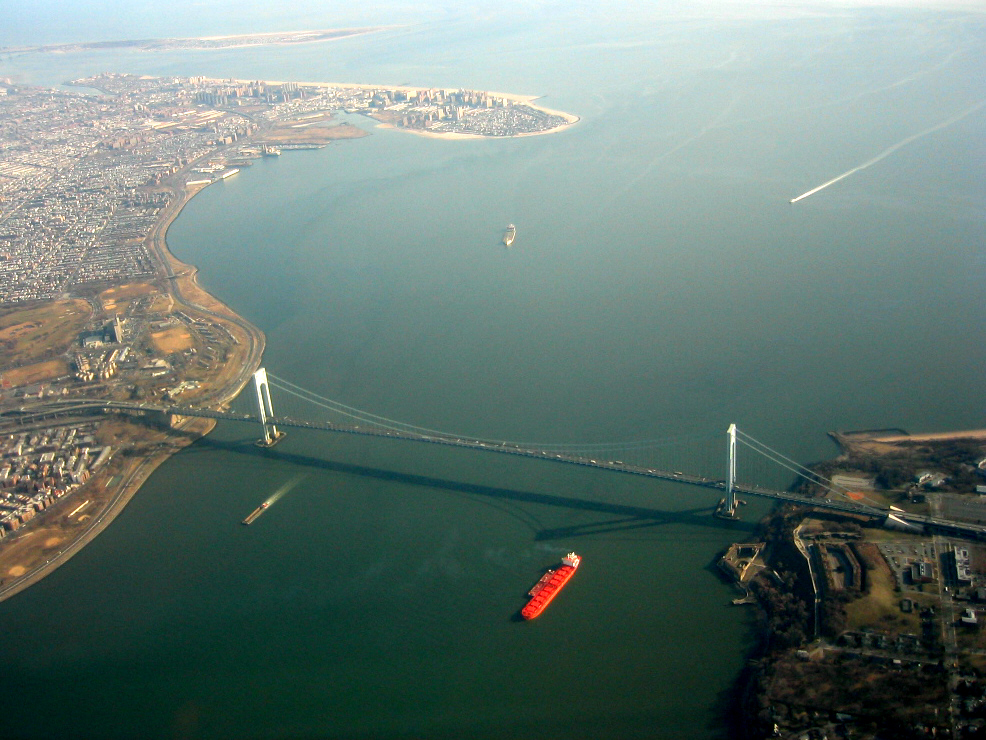
Verrazzano-Narrows Bridge, onderdeel van het traject van de I-278

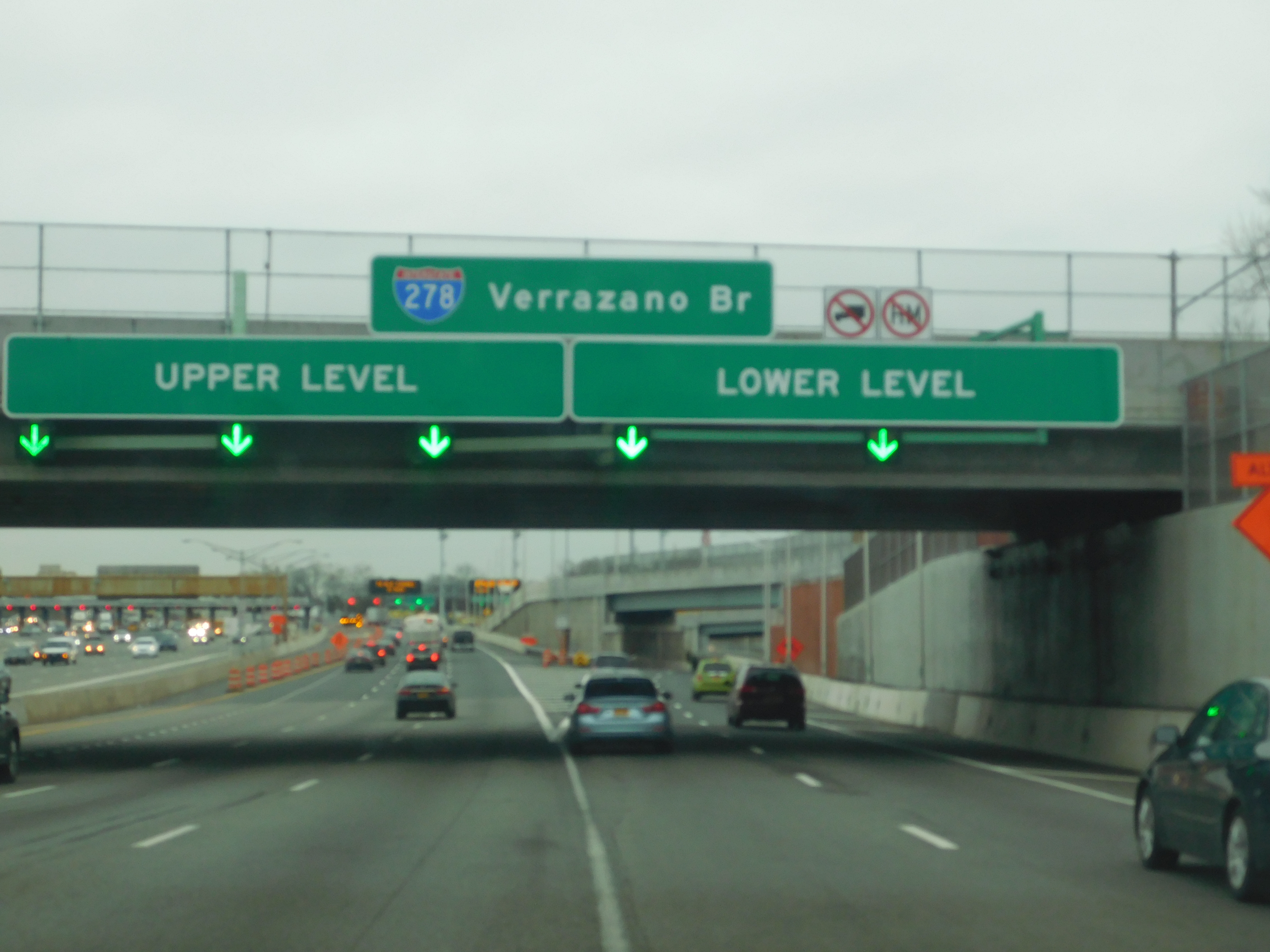
Interstate 278 bij de nadering van de Verrazzano-Narrows Bridge

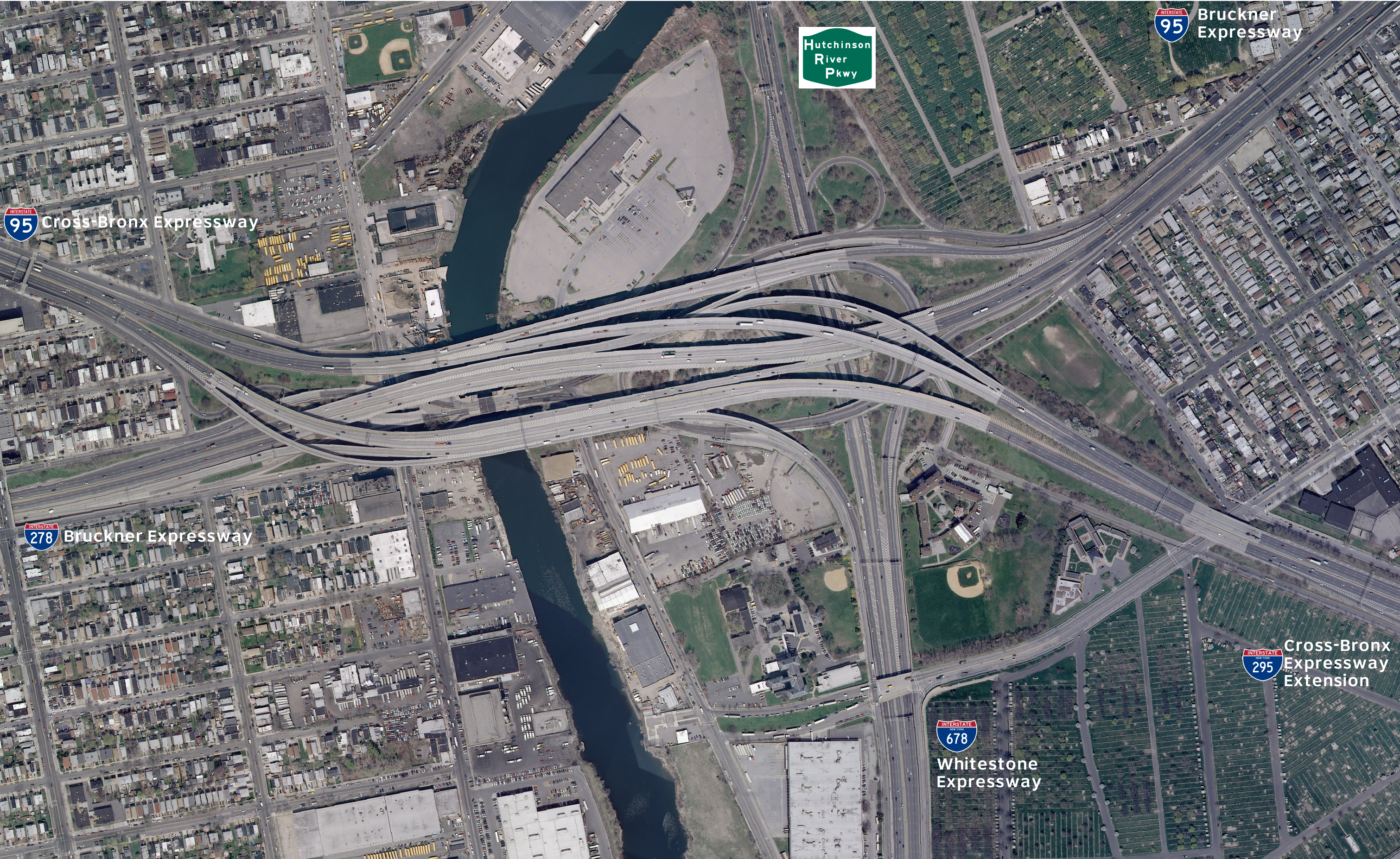
Luchtbeeld van de Bruckner Interchange

De Interstate 278 (afgekort I-278) is een secundaire Interstate Highway in de Verenigde Staten. De snelweg volgt een traject doorheen en rond de metropool van New York, in de staten New Jersey en New York. De snelweg loopt 57,32 km van U.S. Route 1/9 (US 1/9) in Linden, New Jersey, noordoostwaarts naar het Bruckner Interchange in de borough the Bronx van New York waar aansluiting met (onder meer) de I-95 wordt gerealiseerd. 
Het grootste deel van I-278 ligt in New York City, waar de weg dienst doet als gedeeltelijke ringweg en door alle vijf de stadsdelen loopt. Het traject van I-278 is een aaneensluiting van meerdere lokale snelwegen, waaronder de Union Freeway in Union County, New Jersey, de Staten Island Expressway (SIE) over Staten Island, de Gowanus Expressway in zuidelijk Brooklyn; de Brooklyn-Queens Expressway (BQE) door noordelijk Brooklyn en Queens, een klein deel van de Grand Central Parkway in Queens en een deel van de Bruckner Expressway in The Bronx. I-278 kruist ook meerdere bruggen, waaronder de Verrazzano-Narrows Bridge en de Robert F. Kennedy Bridge.
I-278 is vanaf de jaren 1930 tot 1960 in stukken opengesteld. Sommige van de voltooide segmenten dateren van vóór het Interstate Highway System en voldoen dus niet aan de normen, en delen van I-278 zijn in de loop der jaren verbeterd. In New York werden de verschillende delen van I-278 gepland door Robert Moses, een stedenbouwkundige in New York City. Het voorgestelde traject doorkruiste veel wijken in New York City en veroorzaakten controverse. Ondanks het nummer sluit I-278 niet aan op I-78. Er waren ooit plannen om het zuidwestelijke eindpunt van de I-278 in westelijke richting te verlengen naar I-78 ten oosten van het knooppunt met NJ Route 24 in Springfield, New Jersey. Deze werden evenwel niet weerhouden vanwege de grote lokale tegenstand. Het segment dat wel bestaat in New Jersey werd in 1969 opengesteld. Er waren ook plannen om I-78 zelf oostwaarts te verlengen over Manhattan en via de Williamsburg Bridge naar Brooklyn; dit zou dan een tweede knooppunt tussen I-278 en de "moedersnelweg" zijn geweest, maar ook deze plannen botsten op te veel verzet. I-78 was ook gepland om na een kruising met de I-278 in Brooklyn naar het oosten door te lopen tot John F. Kennedy International Airport, en dan een bocht naar het noorden te maken op de Clearview Expressway, eindigend bij het Bruckner Interchange in de Bronx. Als deze plannen volledig waren uitgevoerd, zouden I-78 en I-278 elkaar bij drie knooppunten gekruist hebben.

## Traject

### Interstate 78 inNew Jersey
Het segment van I-278 in New Jersey begint in Linden, Union County, op de kruising met de US 1 en US 9 (US 1/9). De snelweg voert oostwaarts en telt twee rijstroken in beide richtingen, waarbij de oostelijke richting verbreedt naar drie rijstroken. I-278 loopt tussen stedelijke woonwijken in het noorden en de Bayway Refinery in het zuiden naar Elizabeth. Hier dwarst de snelweg onder meer de New Jersey Turnpike bij het enige tussenliggende knooppunt dat I-278 in New Jersey heeft. Dit deeltraject wordt soms de Union Freeway genoemd. De snelweg dwarst ook de Chemical Coast Secondary-spoorlijn, een goederenlijn van de Staten Island Railway, en industriegebieden, en uiteindelijk Arthur Kill met de zesstrooks Goethals Bridge naar Staten Island, een stadsdeel van New York City. Deze brug wordt onderhouden door de Port Authority of New York and New Jersey (PANYNJ).

### Interstate 78 inNew York
Op Staten Island wordt I-278 vooral aangeduid als de Staten Island Expressway (SIE). Na de Goethals Bridge gaat de snelweg onder de spoorlijn van de Staten Island Railway. Voorbij een tolcollectiepunt telt de snelweg acht rijstroken en wordt onderhouden door het New York State Department of Transportation (NYSDOT). Op de snelweg zijn HOV-stroken gemarkeerd (Highoccupancy Vehicle Lane) die in 2005 werden aangelegd om bussen en voertuigen met drie of meer inzittenden een sneller baanvak te bieden. De I-278 passeert een voormalig tolplein voor de Verrazzano-Narrows Bridge, waar evenwel nadien elektronische tolheffing van kracht werd voor de rijstroken in westelijke richting. Na het tolplein gaat I-278 de Verrazzano-Narrows Bridge op, die over The Narrows een verbinding vormt met Brooklyn. Deze brug, die onderhouden wordt door de Triborough Bridge and Tunnel Authority (TBTA), telt zes rijstroken op het onderste niveau en zeven rijstroken op het bovenste niveau, waaronder één HOV lane. Naast lokaal verkeer op Staten Island biedt de snelweg de meest directe route van Brooklyn en Long Island naar New Jersey. Het staat in de hele regio New York City bekend als een van de meest overbelaste wegen van de stad.
Na de Verrazzano-Narrows Bridge wordt I-278 verder Brooklyn aangeduid als de Gowanus Expressway. Direct na de brug is een aansluiting met de Belt Parkway. De Expressway gaat verder in noordoostelijke richting door stedelijke woonwijken. De I-278 heeft ook een knooppunt vanwaar de Brooklyn-Battery Tunnel kan gekozen worden.  Na dit knooppunt krijgt de I-278 de lokale naam van Brooklyn-Queens Expressway (BQE), door stedelijke wijken nabij Downtown Brooklyn. Sinds oktober 2021 is het traject tussen Atlantic Avenue en de Brooklyn Bridge gereduceerd tot twee rijstroken per richting, als onderdeel van de inspanningen om de levensduur van de weg te verlengen en te voldoen aan moderne veiligheidsnormen voor rijstrookbreedte. De snelweg ligt langs de East River en de havenfaciliteiten in Downtown Brooklyn/Brooklyn Heights en is gedeeltelijk overdekt om de Brooklyn Heights Promenade te creëren. I-278, op dit punt onderhouden door het New York City Department of Transportation (NYCDOT), maakt een scherpe bocht naar het oosten weg van de East River en komt bij een knooppunt dat de Brooklyn Bridge en Cadman Plaza bedient. De snelweg gaat verder op een verhoogd tracé en maakt een bocht naar het zuidoosten bij de opritten die toegang geven tot de Manhattan Bridge. De weg loopt door de wijk Williamsburg op een verlaagd tracé en bereikt een knooppunt dat de Williamsburg Bridge bedient. I-278 steekt de Newtown Creek over naar Queens via de Kosciuszko Bridge. Bij het binnenrijden van Queens loopt de BQE noordwaarts tussen woonwijken in het oosten en Calvary Cemetery in het westen voordat hij bij een knooppunt met I-495 komt.
I-278 gaat over van de BQE in de Grand Central Parkway en passeert de Northeast Corridor van Amtrak en vervolgens de BMT Astoria Line van de New York City Subway bij 31st Street. De overlap met de Grand Central Parkway eindigt bij het knooppunt met 31st Street, en I-278 loopt verder in noordwestelijke richting over de achtstrooks Robert F. Kennedy Bridge met tolheffing, die over Astoria heen loopt. Tolheffing in oostelijke richting wordt op dit punt elektronisch geïnd.
I-278 steekt de East River over via de Robert F. Kennedy Bridge, die door de TBTA wordt onderhouden. De snelweg komt dan op Wards Island, deel van de borough Manhattan. Op Wards Island voert de snelweg noordwaarts door Wards Island Park en passeert ten oosten van het Manhattan Psychiatric Center als de snelweg de grens overgaat naar Randalls Island en via een ander segment van de Robert F. Kennedy Bridge over de Harlem River. Na dit knooppunt voert de Robert F. Kennedy Bridge de route over de Bronx Kill The Bronx in, waar de tol in westelijke richting elektronisch wordt geïnd.
In The Bronx gaat I-278 over in de Bruckner Expressway en bereikt een knooppunt met het zuidelijke eindpunt van I-87 (Major Deegan Expressway). Vanaf dit punt voert de Bruckner Expressway noordoostwaarts over een zesstrooks verhoogd tracé door industriegebieden met enkele woonwijken, parallel aan de Northeast Corridor. Het noordoostelijke eindpunt van I-278 ligt bij het Bruckner Interchange. Hier gaat de Bruckner Expressway over in I-95 en verder richting de New England Thruway. Bij dit knooppunt heeft I-278 ook toegang tot I-295, I-678 en de Hutchinson River Parkway.

## Lengte
| Staat      | km    | mijl  |  |
|            |       |       |  |
| New Jersey | 3,22  | 2     |  |
| New York   | 54,11 | 33,62 |  |
|            |       |       |  |
| Totaal     | 57,32 | 35,62 |  |

2 · 4 · 5 · 8 · 10 · 12 · 15 · 16 · 17 · 19 · 20 · 22 · 24 · 25 · 26 · 27 · 29 · 30 · 35 · 37 · 39 · 40 · 43 · 44 · 45 · 49 · 55 · 57 · 59 · 64 · 65 · 66 · 68 · 69 · 70 · 71 · 72 · 73 · 74 · 75 · 76 (west) · 76 (oost) · 77 · 78 · 79 · 80 · 81 · 82 · 83 · 84 (west) · 84 (oost) · 85 · 86 (west) · 86 (oost) · 87 · 88 (west) · 88 (oost) · 89 · 90 · 91 · 93 · 94 · 95 · 96 · 97 · 99 · 165 · 238 · 265 · 277 · 278 · 287 · 355 · 390 · 465 · 485 · 565 · 684 · 787 · 790 · 865

Hawaii:
H-1 · H-2 · H-3  
Alaska:
A-1 · A-2 · A-3 · A-4  
Puerto Rico:
PR-1 · PR-2 · PR-3